# Coupe du monde de patinage de vitesse sur piste courte 2008-2009
Navigation
Édition précédente Édition suivante

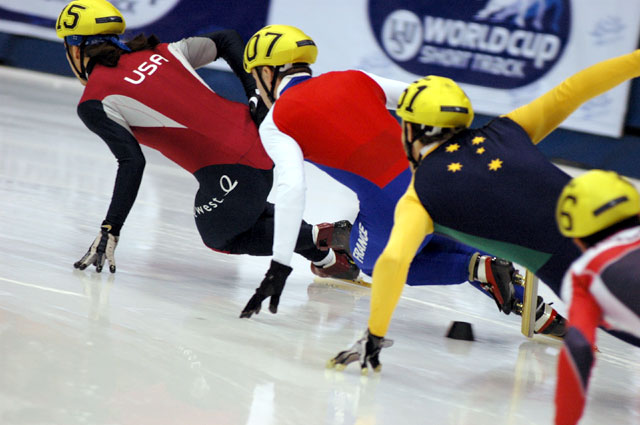

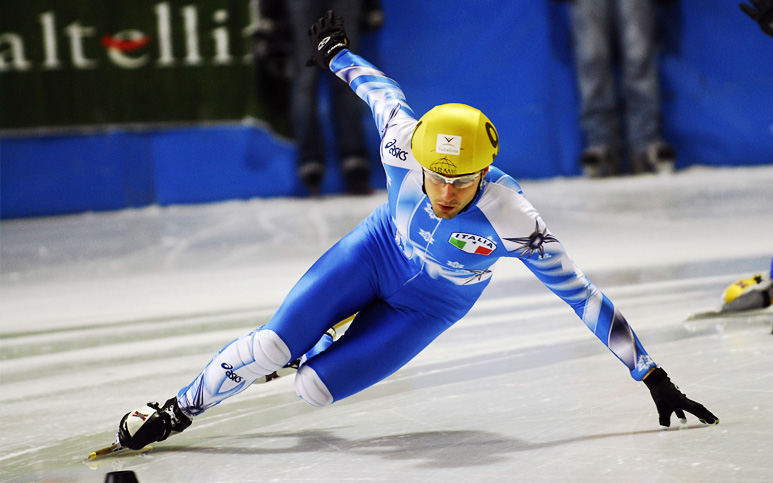

La coupe du monde de patinage de vitesse sur piste courte 2008-2009 est une compétition internationale qui se déroule durant la saison hivernale. La saison est rythmée par plusieurs épreuves selon les distances entre le 17 octobre 2008 à Salt Lake City (États-Unis) et le 13 février 2009 à Dresde (Allemagne). La compétition est organisée par l'Union internationale de patinage.
Les différentes épreuves sont le 500 mètres, 1 000 mètres, 1 500 mètres et le relais par équipes chez les hommes et chez les femmes.
Les différentes villes qui accueillent l'évènement sont par ordre chronologique Salt Lake City, Vancouver (où se sont déroulés les Jeux olympiques d'hiver de 2010) (Canada), Pékin (Chine), Nagano (Japon), Sofia (Bulgarie) puis Dresde (Allemagne).

## Calendrier des épreuves
| Ville                | Date                | 500 m            | 1 000 m          | 1 500 m          | Relais par équipes |
| -------------------- | ------------------- | ---------------- | ---------------- | ---------------- | ------------------ |
| Salt Lake City       | 18-19 octobre 2008  | 1x               | 1x               | 2x               | 1x                 |
| Vancouver            | 24-26 octobre 2008  | 1x               | 2x               | 1x               | 1x                 |
| Pékin                | 28-30 novembre 2008 | 2x               | 1x               | 1x               | 1x                 |
| Nagano               | 5-7 décembre 2008   | 1x               | 1x               | 2x               | 1x                 |
| Champ. d'Europe 2009 | 16-17 janvier 2009  | Article détaillé | Article détaillé | Article détaillé | Article détaillé   |
| Sofia                | 6-8 février 2009    | 1x               | 2x               | 1x               | 1x                 |
| Dresde               | 13-15 février 2009  | 2x               | 1x               | 1x               | 1x                 |
| Champ. du monde 2009 | 6-8 mars 2009       | Article détaillé | Article détaillé | Article détaillé | Article détaillé   |
| Total                | Total               | 8x               | 8x               | 8x               | 6x                 |

### Classement par discipline

#### 500 mètres
| Rang | Nom                     | Points |
| ---- | ----------------------- | ------ |
| 1    | François-Louis Tremblay | 3568   |
| 2    | Sung Si-bak             | 3480   |
| 3    | Jon Eley                | 2558   |
| 4    | Kwak Yoon-gy            | 2159   |
| 5    | Lee Ho-suk              | 2055   |

| Rang | Nom                | Points |
| ---- | ------------------ | ------ |
| 1    | Wang Meng          | 4410   |
| 2    | Liu Qiuhong        | 3810   |
| 3    | Tatiana Borodulina | 3808   |
| 4    | Fu Tianyu          | 3776   |
| 5    | Arianna Fontana    | 2798   |

#### 1 000 mètres
| Rang | Nom              | Points |
| ---- | ---------------- | ------ |
| 1    | Ho-Suk Lee       | 5010   |
| 2    | Kwak Yoon-Gy     | 4118   |
| 3    | Jung-Su Lee      | 1655   |
| 4    | Charles Hamelin  | 2448   |
| 5    | Apolo Anton Ohno | 1812   |

| Rang | Nom              | Points |
| ---- | ---------------- | ------ |
| 1    | Wang Meng        | 5000   |
| 2    | Liu Qiuhong      | 3712   |
| 3    | Kimberly Derrick | 3109   |
| 4    | Shin Sae-bom     | 3007   |
| 5    | Zhou Yang        | 2010   |

#### 1 500 mètres
| Rang | Nom             | Points |
| ---- | --------------- | ------ |
| 1    | Si-Bak Sung     | 4400   |
| 2    | Jung-Su Lee     | 3984   |
| 3    | Ho-Suk Lee      | 2800   |
| 4    | Charles Hamelin | 2240   |
| 5    | Jin-Hwan Park   | 2221   |

| Rang | Nom               | Points |
| ---- | ----------------- | ------ |
| 1    | Zhou Yang         | 4650   |
| 2    | Shin Sae-bom      | 4178   |
| 3    | Kim Min-jung      | 3890   |
| 4    | Eun-Ju Jung       | 3866   |
| 5    | Katherine Reutter | 3502   |

#### Relais par équipes
| Rang | Nom          | Points |
| ---- | ------------ | ------ |
| 1    | Canada       | 3600   |
| 2    | États-Unis   | 3210   |
| 3    | Corée du Sud | 3112   |
| 4    | Chine        | 3080   |
| 5    | Royaume-Uni  | 2120   |

| Rang | Nom          | Points |
| ---- | ------------ | ------ |
| 1    | Chine        | 5000   |
| 2    | Corée du Sud | 4640   |
| 3    | États-Unis   | 4072   |
| 4    | Canada       | 3360   |
| 5    | Italie       | 2300   |

## Résultats

### Hommes
| 1. Salt Lake City (17 octobre 2008 - 19 octobre 2008) |              |                 |                         |
| Épreuve                                               | Vainqueur    | Second          | Troisième               |
| 500 m                                                 | Si-Bak Sung  | Charles Hamelin | François-Louis Tremblay |
| 1 000 m                                               | Kwak Yoon-Gy | Ho-Suk Lee      | Jung-Su Lee             |
| 1 500 m (1)                                           | Si-Bak Sung  | Charles Hamelin | Jeff Simon              |
| 1 500 m (2)                                           | Jung-Su Lee  | Ho-Suk Lee      | Apolo Anton Ohno        |
| Relais                                                | Corée du Sud | États-Unis      | Canada                  |

| 2. Vancouver (26 octobre 2008 - 28 octobre 2008) |                 |                         |                      |
| Épreuve                                          | Vainqueur       | Second                  | Troisième            |
| 500 m                                            | Ho-Suk Lee      | François-Louis Tremblay | Kwak Yoon-Gy         |
| 1 000 m (1)                                      | Charles Hamelin | Anthony Lobello         | Charles Hamelin      |
| 1 000 m (2)                                      | Jung-Su Lee     | Michael Gilday          | Remi Beaulieu-Tinker |
| 1 500 m                                          | Jung-Su Lee     | Si-Bak Sung             | Jeff Simon           |
| Relais                                           | États-Unis      | Canada                  | Royaume-Uni          |

| 3. Pékin (28 novembre 2008 - 30 novembre 2008) |                 |                         |                 |
| Épreuve                                        | Vainqueur       | Second                  | Troisième       |
| 500 m (1)                                      | Charles Hamelin | François-Louis Tremblay | Hong Yang Wang  |
| 500 m (2)                                      | Olivier Jean    | Si-Bak Sung             | Baoku Sui       |
| 1 000 m                                        | Ho-Suk Lee      | Kwak Yoon-Gy            | Charles Hamelin |
| 1 500 m                                        | Si-Bak Sung     | Jean Olivier            | Jin-Hwan Park   |
| Relais                                         | États-Unis      | Canada                  | Chine           |

| 4. Nagano (5 décembre 2008 - 7 décembre 2008) |             |                 |                         |
| Épreuve                                       | Vainqueur   | Second          | Troisième               |
| 500 m                                         | Si-Bak Sung | Han Jialiang    | Thibaut Fauconnet       |
| 1 000 m                                       | Ho-Suk Lee  | Kwak Yoon-Gy    | Charles Hamelin         |
| 1 500 m (1)                                   | Jung-Su Lee | Si-Bak Sung     | François-Louis Tremblay |
| 1 500 m (2)                                   | Ho-Suk Lee  | Charles Hamelin | Jean Olivier            |
| Relais                                        | Canada      | Corée du Sud    | Chine                   |

| 5. Sofia (7 février 2009 - 8 février 2009) |                         |               |                         |
| Épreuve                                    | Vainqueur               | Second        | Troisième               |
| 1 500 m                                    | Lee Ho-Suk              | Sung Si-Bak   | Charles Hamelin         |
| 1 000 m (1)                                | Kwak Yoon-Gy            | Lee Jung-Su   | François-Louis Tremblay |
| 1 000 m (2)                                | Lee Ho-Suk              | Jordan Malone | Lee Jung-Su             |
| 500 m                                      | François-Louis Tremblay | Jon Eley      | Jeff Simon              |
| 5 000 m Relais                             | Canada                  | Chine         | Allemagne               |

| 6. Dresde (14 février 2009 - 15 février 2009) |                 |                 |                      |
| Épreuve                                       | Vainqueur       | Second          | Troisième            |
| 1 500 m                                       | J.R. Celski     | Yuri Confortola | Remi Beaulieu-Tinker |
| 500 m (1)                                     | Lee Ho-Suk      | Kwak Yoon-Gy    | Nicola Rodigari      |
| 500 m (2)                                     | Anthony Lobello | Jon Eley        | Satoshi Sakashita    |
| 1 000 m                                       | Lee Ho-Suk      | J.R. Celski     | Yuri Confortola      |
| 5 000 m Relais                                | Chine           | Corée du Sud    | Allemagne            |

### Femmes
| 1. Salt Lake City (17 octobre 2008 - 19 octobre 2008) |              |              |                  |
| Épreuve                                               | Vainqueur    | Second       | Troisième        |
| 500 m                                                 | Wang Meng    | Liu Qiuhong  | Jessica Gregg    |
| 1 000 m                                               | Wang Meng    | Shin Sae-bom | Kimberly Derrick |
| 1 500 m (1)                                           | Zhou Yang    | Jung Ba-ra   | Shin-Young Yang  |
| 1 500 m (2)                                           | Shin Sae-bom | Zhou Yang    | Sun Linlin       |
| Relais                                                | Chine        | Corée du Sud | Canada           |

| 2. Vancouver (26 octobre 2008 - 28 octobre 2008) |              |                    |                 |
| Épreuve                                          | Vainqueur    | Second             | Troisième       |
| 500 m                                            | Wang Meng    | Marianne St-Gelais | Yang Shin-young |
| 1 000 m (1)                                      | Wang Meng    | Liu Qiuhong        | Yang Shin-young |
| 1 000 m (2)                                      | Shin Sae-bom | Zhou Yang          | Allison Baver   |
| 1 500 m                                          | Zhou Yang    | Jung Eun-ju        | Shin Sae-bom    |
| Relais                                           | Chine        | Corée du Sud       | Canada          |

| 3. Pékin (28 novembre 2008 - 30 novembre 2008) |             |              |                    |
| Épreuve                                        | Vainqueur   | Second       | Troisième          |
| 500 m (1)                                      | Wang Meng   | Liu Qiuhong  | Tatiana Borodulina |
| 500 m (2)                                      | Liu Qiuhong | Fu Tianyu    | Zhao Nannan        |
| 1 000 m                                        | Wang Meng   | Zhou Yang    | Shin Sae-bom       |
| 1 500 m                                        | Jung Eun-ju | Yang Zhou    | Allison Baver      |
| Relais                                         | Chine       | Corée du Sud | Italie             |

| 4. Nagano (5 décembre 2008 - 7 décembre 2008) |              |                   |                 |
| Épreuve                                       | Vainqueur    | Second            | Troisième       |
| 500 m                                         | Wang Meng    | Liu Qiuhong       | Zhao Nannan     |
| 1 000 m                                       | Wang Meng    | Liu Qiuhong       | Yang Shin-young |
| 1 500 m (1)                                   | Kim Min-jung | Shin Sae-bom      | Allison Baver   |
| 1 500 m (2)                                   | Shin Sae-bom | Katherine Reutter | Kim Min-jung    |
| Relais                                        | Chine        | Corée du Sud      | Canada          |

| 5. Sofia (7 février 2009 - 8 février 2009) |               |                   |                  |
| Épreuve                                    | Vainqueur     | Second            | Troisième        |
| 1 500 m                                    | Jung Eun-ju   | Katherine Reutter | Zhou Yang        |
| 1 000 m (1)                                | Wang Meng     | Liu Qiuhong       | Kalyna Roberge   |
| 1 000 m (2)                                | Kim Min-Jung  | Liu Qiuhong       | Kimberly Derrick |
| 500 m                                      | Jessica Gregg | Arianna Fontana   | Meng Xiaoxue     |
| 3 000 m Relais                             | Canada        | Italie            | États-Unis       |

| 6. Dresde (14 février 2009 - 15 février 2009) |                    |                   |                  |
| Épreuve                                       | Vainqueur          | Second            | Troisième        |
| 1 500 m                                       | Kim Min-Jung       | Katherine Reutter | Zhang Hui        |
| 500 m (1)                                     | Tatiana Borodulina | Fu Tianyu         | Ariana Fontana   |
| 500 m (2)                                     | Tatiana Borodulina | Ariana Fontana    | Evgenia Radanova |
| 1 000 m                                       | Kimberly Derrick   | Katherine Reutter | Jung Eun-ju      |
| 3 000 m Relais                                | États-Unis         | Italie            | Corée du Sud     |